# Hugh Boscawen (2e vicomte Falmouth)
Hugh Boscawen, 2e vicomte Falmouth (20 mars 1707 - 4 février 1782), est un militaire britannique et un homme politique.

## Biographie
Il est le fils aîné de Hugh Boscawen (1er vicomte Falmouth), de Charlotte Godfrey, fille du colonel Charles Godfrey, maître du service des bijoux, et de Arabella Churchill, fille de Winston Churchill (1620-1688) et sœur de John Churchill (1er duc de Marlborough). L'amiral Edward Boscawen est son frère cadet. Il est élu au Parlement pour Truro en 1727, poste qu'il occupe jusqu'en 1734, lorsqu'il succède à son père comme vicomte. En 1747, il est nommé capitaine des Yeomen of the Guard, poste qu'il occupe jusqu'à sa mort, 35 ans plus tard. Il est admis du Conseil privé en 1756. Il sert également dans l'armée britannique, devenant lieutenant général en 1759 et général à part entière en 1772. De 1761 à 1782, il est vice-amiral de Cornouailles.
Il épouse Hannah Catherine Maria Smith, fille de Thomas Smith, de Worplesdon, dans le Surrey, et veuve de Richard Russel, en 1736. Il n'a pas d'enfants du mariage. Il est décédé en février 1782, à l'âge de 74 ans, et son neveu, George Boscawen (3e vicomte Falmouth), lui succède.
Il n'a pas d'enfant de son mariage, mais trois enfants naturels : Hugh, Jane et Florentius - apparemment né dans les années 1750. Lord Falmouth est, semble-t-il, très fier de ses enfants et un père sage, généreux et dévoué. Seul Hugh apparaît dans l'arbre Boscawen, mais il apparaît comme le deuxième fils de son oncle John. Hugh atteint le rang et la position de Knight Marshall et a quatre enfants.